# Oxira dichroa
Oxira dichroa là một loài bướm đêm trong họ Noctuidae.